# 加尔韦德索尔韦
加尔韦德索尔韦，是西班牙卡斯蒂利亚-拉曼恰瓜达拉哈拉省的一个市镇。总面积49平方公里，总人口142人（2001年），人口密度3人/平方公里。